# Arvlidsjön
Arvlidsjön är en sjö i Lycksele kommun i Lappland och ingår i Umeälvens huvudavrinningsområde. Sjön har en area på 0,662 kvadratkilometer och ligger 229,9 meter över havet. Arvlidsjön ligger i Vindelälven Natura 2000-område. Sjön avvattnas av vattendraget Arvån.

## Delavrinningsområde
Arvlidsjön ingår i det delavrinningsområde (717377-164197) som SMHI kallar för Utloppet av Arvlidsjön. Medelhöjden är 276 meter över havet och ytan är 17,95 kvadratkilometer. Räknas de 3 avrinningsområdena uppströms in blir den ackumulerade arean 49,85 kvadratkilometer. Arvån som avvattnar avrinningsområdet har biflödesordning 3, vilket innebär att vattnet flödar genom totalt 3 vattendrag innan det når havet efter 157 kilometer. Avrinningsområdet består mestadels av skog (87 procent). Avrinningsområdet har 1,26 kvadratkilometer vattenytor vilket ger det en sjöprocent på 7 procent.